# Takumi Watanabe
Takumi Watanabe (渡辺 匠 Watanabe Takumi?), född 15 mars 1982 i Fukushima prefektur, är en japansk fotbollsspelare.
Watanabe började sin karriär 2000 i Kawasaki Frontale. Efter Kawasaki Frontale spelade han för Montedio Yamagata, Roasso Kumamoto, Matsumoto Yamaga FC, Yokohama FC och Fukushima United FC. Han avslutade karriären 2017.